# Roberto Ribeiro
Dermeval Miranda Maciel, más conocido como Roberto Ribeiro, (Campos dos Goytacazes, 20 de julio de 1940-Río de Janeiro, 8 de enero de 1996) fue un cantante brasileño de samba. Sambista de la escuela de samba Imperio Serrano, Roberto Ribeiro construyó una respetable carrera como intérprete y compositor desde la segunda mitad de la década de 1960. De voz bien timbrada, su repertorio incluía sambas de todo tipo, como afoxés, ijexás, maracatus y otros ritmos los africanos. Cuenta con más de 20 discos grabados, con éxitos populares como las canciones "Acreditar", "Estrela de Madureira", "Todo Menino É um Rei", "Vazio", "Malandros Maneiros", "Fala Brasil" e "Amor de Verdade".

## Biografía
Hijo de Antônio Ribeiro de Miranda (jardinero) y Júlia Maciel Miranda, Roberto, aunque no nació en Río de Janeiro, fue un carioca típico, un apasionado del fútbol y la samba. A los nueve años de edad, trabajó como lechero. En ese momento, ya asistía a la escuela de samba Amigos da Farra, en la ciudad de Campos dos Goytacazes, y participó en las tradicionales celebraciones de "Pintadinho Boi".
Era un jugador de fútbol profesional en su ciudad natal. Después de restricciones en equipos amateurs (Cruzeiro y Río Branco), se convirtió en el portero de Goytacaz Futebol Clube. Era conocido por el apodo de "Pneu" ("neumático"). En 1965, Roberto se trasladó a la ciudad de Río de Janeiro en busca de un lugar en un club grande carioca.
Llegó a entrenar en el Fluminense, pero abandonó su carrera como futbolista para enfocarse en la música, apareciendo en "A Hora do Trabalhador" emitido por Radio Mauá, de Río de Janeiro. Su actuación llamó la atención de la compositora Liette de Souza (que se convertiría en su esposa), y del compositor y hermano de Liette, Jorge Lucas. Ella resolvió presentarlo a los sambistas en la escuela de samba Imperio Serrano y Roberto pasó a frecuentar las ruedas de samba de la tradicional escuela de Madureira. La dirección de Imperio le invitó a ser los encargados de samba-enredo de la escuela en el Carnaval de 1971.
Luego de dos años, Roberto Ribeiro debe ser el oficial de la escuela, defendiendo la escuela de samba de 1974 a 1981. Entre las muchas canciones compuestas, Roberto Ribeiro tuvo dos veces ganadores de la competencia de samba-enredo. En 1977, la escuela lidera el carnaval con la hermosa samba "Brasil, Berço dos Imigrantes" ("Brasil, Cuna de Inmigrantes"), acuñada en asociación con Jorge Lucas, y en 1979, "Municipal Maravilhoso, 70 Anos de Glórias" (con George Lucas y Edson Passos).
Al mismo tiempo, su carrera como cantante crece. Con éxito en todo el país con canciones como "Tempo Ê" (Zé Luiz y Nelson Rufino), "Acreditar" (Dona Ivone Lara y Délcio Carvalho), "Estrela de Madureira" (Acyr Pimentel y Cardoso), "Liberdade" (Dona Ivone Lara y Délcio Carvalho), "Vazio" (Nelson Rufino), "Todo Menino É Um Rei" (Nelson Rufino y Zé Luiz), quizás su mayor éxito, y "Meu Drama" (Silas de Oliveira y J. Ilarindo).
Hacia el final de su vida, contrajo una enfermedad ocular y finalmente se quedó ciego. En enero de 1996, murió tras ser atropellado por un automóvil en el barrio de Jacarepaguá, Río de Janeiro.
Su vida fue contada en el libro, escrito por su propia esposa, Liette Maciel de Souza, con el título "Dez anos de saudade" ("Diez años de nostalgia").

## Discografía
Álbumes
- 1972 - Sangue, suor e raça - (con Elza Soares)
- 1975 - Molejo
- 1976 - Arrasta povo
- 1977 - Poeira pura
- 1978 - Roberto Ribeiro
- 1979 - Coisas da vida
- 1980 - Fala meu povo!
- 1981 - Massa, raça e emoção
- 1982 - Fantasias
- 1983 - Roberto
- 1985 - De palmares ao tamborim
- 1985 - Corrente de aço
- 1987 - Sorri pra vida
- 1988 - Roberto Ribeiro
- 1992 - Brasil Samba